# Dipsacus pilosus
Dipsacus pilosus là một loài thực vật có hoa trong họ Dipsacaceae.